# Jean Kaczmarek
Pas d'image ? Cliquez ici

a Compétitions nationales et continentales officielles uniquement.

b Matchs officiels uniquement.
Jean Kaczmarek, né le 20 janvier 1937 à Toulouse et mort le 11 janvier 2023 à Rieumes, est un joueur de rugby à XV et de rugby à XIII international français évoluant au poste de pilier.
Il porte les couleurs du SC Rieumois de 1953 à 1960 en rugby à XV avant de changer de code de rugby en jouant pour le Toulouse olympique XIII avec succès. Il remporte le Championnat de France en 1965 composant la première ligne avec Pierre Parpagiola et Roger Llanas, et comptant quatre autres participations à des finales : 1962, 1964 et 1964 en Coupe de France, et 1964 en Championnat de France.
Fort de ses performances en club, il cotoie l'équipe de France et compte une sélection officielle contre la Grande-Bretagne le 18 mars 1964.

## Biographie

### Palmarès
- Collectif
  - Vainqueur du Championnat de France : 1965 (Toulouse).
  - Finaliste du Championnat de France : 1964 (Toulouse).
  - Finaliste de la Coupe de France : 1962, 1963 et 1964 (Toulouse).

### Détails en sélection
| 1. | 18 mars 1964 | Grande-Bretagne | 0-39 | Test-match | Pilier | - | - | - | - |